# Althengstett
Althengstett è un comune tedesco di 8 203 abitanti, situato nel land del Baden-Württemberg.